# مدرسة كامبردج الدولية (موسكو)
مدرسة كامبردج الدولية هي سلسلة مدارس ورياض أطفال دولية في موسكو، روسيا. تأسست عام 2009 ولديها الآن أكثر من 500 طالب من 40 دولة مختلفة؛ الأطفال من الأسر الوافدة (العاملين في السفارات أو موظفي شركات متعددة الجنسيات) والأسر الروسية البارزة، مناهج دراسة كامبردج الدولية تقدمها اختبارات كامبردج الدولية، أكبر مزود في العالم للبرامج التعليمية الدولية والمؤهلات للأطفال من سن 5-19 سنة. مدرسة الأطلسي الدولية تقدم الدراسة للفئة العمرية (2-5 سنوات)، كامبريدج الابتدائية (5-11 سنة)، كامبردج الثانوية 1 (11-14 سنة)، كامبردج الثانوية 2 (14-16 عاما، IGCSE) وكامبريدج المتقدم (16-19 سنة A-U). يتم التعرف على مؤهلات CIE للقبول في الجامعات البريطانية (بما في ذلك جامعة كامبريدج)، وكذلك جامعات في الولايات المتحدة وكندا والاتحاد الأوروبي والشرق الأوسط.

## الروابط الخارجية
1. ↑  About us نسخة محفوظة 17 سبتمبر 2013 على موقع واي باك مشين.

- cisrussia.ru
- cie.org.uk
- cambridgeenglish.org